# Iso-Äylä
Iso-Äylä är en sjö i Finland. Den ligger i kommunen Suomussalmi i landskapet Kajanaland, i den centrala delen av landet, 600 km nordost om huvudstaden Helsingfors. Iso-Äylä ligger 201,7 meter över havet. Den är 8,1 meter djup. Arean är 2,01 kvadratkilometer och strandlinjen är 10,47 kilometer lång. Sjön  ingår i Uleälvens huvudavrinningsområde. 